# Lista över insjöar i Sigtuna kommun
Detta är en lista över sjöar i Sigtuna kommun baserad på sjöns utloppskoordinat. Om någon sjö saknas, kontrollera grannkommunens lista eller kategorin Insjöar i Sigtuna kommun.

## Lista
| Namn             | Koordinat                                     | Sjöid         | VYID          | Yta (km²) | Strandlinje (km) | Höjd (m) | Maxdjup (m) | Volym (m³) | HARO  | Natura 2000 |
| ---------------- | --------------------------------------------- | ------------- | ------------- | --------- | ---------------- | -------- | ----------- | ---------- | ----- | ----------- |
| Fysingen         | 59°33′55″N 17°55′26″Ö / 59.56530°N 17.92388°Ö | 660749-161885 | 660692-161976 | 4,76      | 13,7             | 2        | 4,5         | 10 000 000 | 61000 |             |
| Halmsjön         | 59°39′14″N 17°57′59″Ö / 59.65395°N 17.96637°Ö | 661663-162142 | 661687-162184 | 0,317     | 2,39             | 23       | 5,4         | 1 370 000  | 61000 |             |
| Horssjön         | 59°40′56″N 17°56′39″Ö / 59.68224°N 17.94404°Ö | 661975-162040 | 661998-162048 | 0,111     | 1,33             | 33       |             |            | 61000 |             |
| Kosjön           | 59°38′02″N 18°00′54″Ö / 59.63392°N 18.01508°Ö | 661465-162457 | 661473-162466 | 0,0547    | 0,892            | 22,7     |             |            | 61000 |             |
| Kölingen         | 59°40′23″N 17°45′52″Ö / 59.67301°N 17.76451°Ö | 661864-161040 |               | 0,044     |                  | 3        |             |            | 61000 |             |
| Nederängssjön    | 59°41′45″N 18°00′44″Ö / 59.69584°N 18.01223°Ö | 662162-162427 |               | 0,026     |                  | 15       |             |            | 61000 |             |
| Norrbysjön       | 59°43′13″N 17°59′50″Ö / 59.72024°N 17.99713°Ö | 662470-162343 | 662431-162333 | 0,145     | 2,4              | 11,1     |             |            | 61000 |             |
| Sigridsholmssjön | 59°39′54″N 18°00′41″Ö / 59.66505°N 18.01145°Ö | 661838-162461 | 661819-162434 | 0,269     | 1,95             | 15       |             |            | 61000 |             |
|                  | 59°39′47″N 17°43′46″Ö / 59.66314°N 17.72951°Ö | 661748-160846 |               | 0,0229    | 0,748            | 0        |             |            | 61000 |             |